# Cointreau
Cointreau (IPA [kwɛ̃ˈtʀo]) è un famoso marchio francese che identifica l'omonimo liquore triple sec prodotto a Saint-Barthélemy-d'Anjou in Francia, vicino alla città di Angers, dall'azienda Rémy Cointreau.

## Storia
La società Cointreau viene fondata nel 1849 in Francia nella città di Angers dai fratelli Adolphe e Édouard-Jean Cointreau. Il loro primo successo è un liquore a base di ciliegie, zucchero e alcol chiamato Guignolet. Sarà però un liquore preparato per la prima volta nel 1875 da Edouard Cointreau, figlio di Édouard-Jean, a base di scorze di arance amare e arance dolci, zucchero e alcol, a consacrare il successo della loro azienda. All'inizio del XX secolo il liquore comincia a essere esportato in Europa, nel 1923 raggiunge gli Stati Uniti. Nel 1990 l'azienda si fonde con la Rémy Martin, creando la Rémy Cointreau; l'anno successivo viene quotata in borsa.
Attualmente si stima in 15 milioni il numero di bottiglie vendute in oltre 200 paesi, di cui il 95% fuori dalla Francia.

## Prodotto

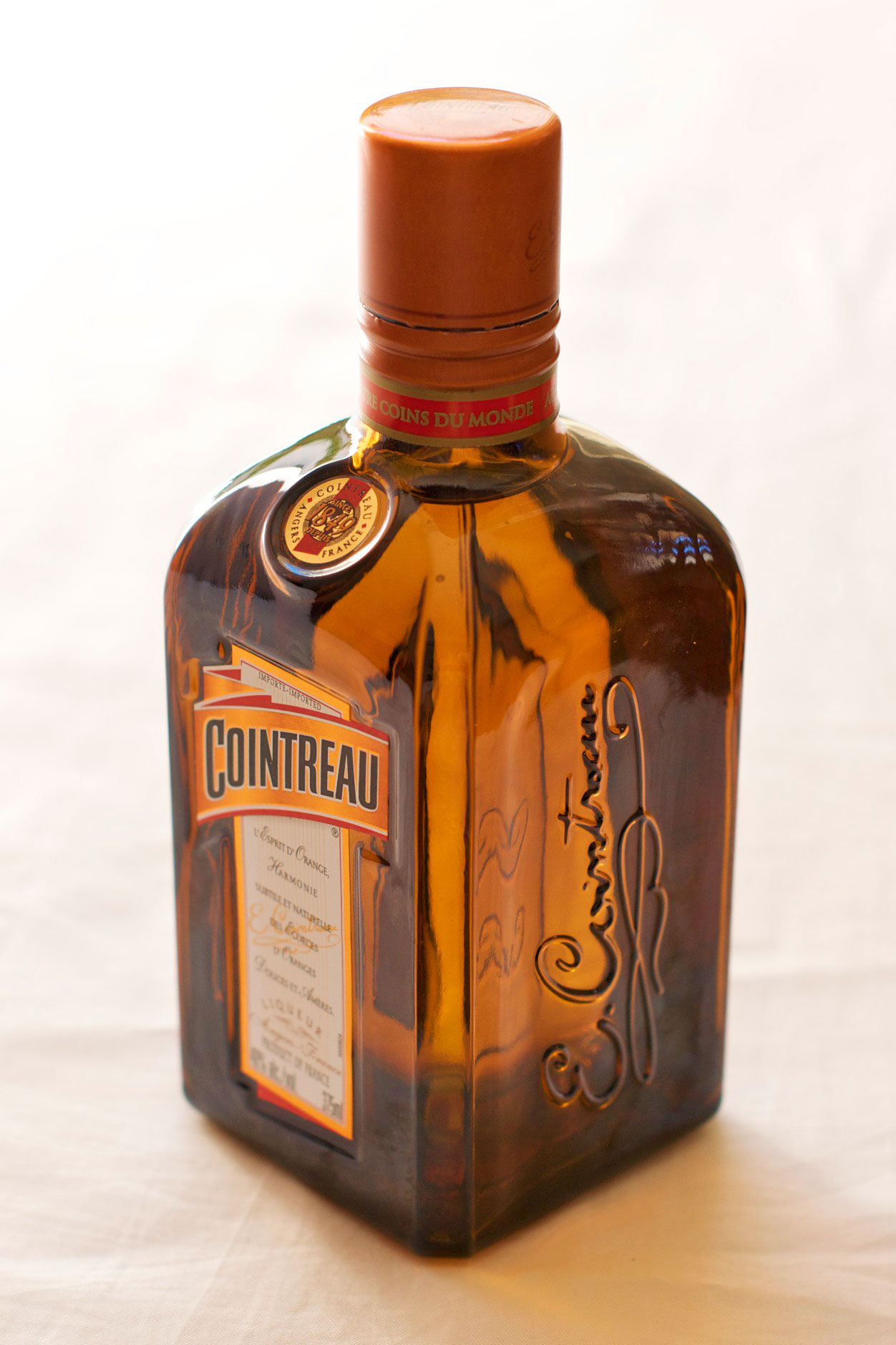
Bottiglia di Cointreau

Il Cointreau è un triple sec distillato in alambicchi di rame rosso, con bucce fresche ed essiccate, fiori e oli essenziali di arance provenienti da Spagna, Africa e Brasile, spezie, acqua, alcol e zucchero.
Il Cointreau si presenta trasparente e cristallino, con riflessi opalescenti, dal profumo e gusto intenso di arancia e con gradazione alcolica pari a 40%.

### Confezione
Il Cointreau viene presentato in iconiche bottiglie di vetro squadrate di colore ambrato ideate nel 1875 dal creatore del liquore Édouard Cointreau; la versione odierna mantiene lo stile delle bottiglie originali, leggermente rivisitato e con tappo metallico color arancione. Anche il logo è rimasto sostanzialmente invariato, con la scritta "Cointreau" inserita su un nastro piegato; il logo attuale è color arancione e molto stilizzato.

### Varianti
Oltre a una serie di bottiglie in edizione limitata, rivisitate da vari artisti (ad esempio Catherine Malandrino, Alexis Mabille), l'azienda ha presentato una variante del liquore.
- Cointreau Noir - Cocktail Sidecar premiscelato prodotto con Cointreau e cognac Rémy Martin, presentato nel 2008. La confezione è identica nella forma, ma ricoperta da uno strato di color bronzo metallico; l'etichetta è nera.

## Consumo
Il signature drink del marchio è il "Cointreaupolitan", ma il liquore è presente in diversi cocktail, può essere servito liscio, con ghiaccio, caldo sotto forma di grog o punch allungato con acqua calda e scorzette d'arancia.

### Cocktail
I cocktail principali che presentano il Cointreau sono:
- Cosmopolitan: Cointreau, vodka, succo di cranberry, succo di lime
- Margarita: tequila bianca o invecchiata, triple sec all'arancia (Cointreau), succo di lime o limone, sale fino (decorazione bordo)
- White Lady: Cointreau, gin, succo di limone
- Sidecar: Cointreau, cognac
- Kamikaze: Cointreau, vodka, succo di lime
- Angelo azzurro: Cointreau, gin, blue curaçao
- B-52: Cointreau, crema di whisky, liquore al caffè

## Promozione

Vecchio logo

La prima campagna pubblicitaria per promuovere il liquore venne firmata nel 1898 dall'artista francese Nicolas Tamagno, il quale ispirandosi a una fotografia di Nadar, lega il marchio alla maschera di Pierrot; l'anno successivo viene girato un pionieristico filmato pubblicitario. Con l'esportazione a livello internazionale il marchio si lega allo slogan "le marque mondiale"; nel 1960 il Cointreau appare nella pubblicità di James Bond. Nel 1980, la compagnia statunitense di abbigliamento Avirex ha prodotto un giubbotto in pelle in edizione limitata, recante sul retro un disegno in stile Nose art del "Cointreau Original Margarita".
Nella seconda metà degli anni 1980 ci fu una pubblicità in cui una modella dai capelli rossi è stata la testimonial sottolineando il fatto di riferirsi a un liquore a base di arancia con Duel dei Propaganda come colonna sonora.
Nel 2001 comincia la campagna "Be cointreauversial", realizzata dall'agenzia pubblicitaria Kraftworks NYC legata a un messaggio di indipendenza e decisione, soprattutto femminile. Il marchio comincia a sponsorizzare eventi e feste, e nel 2007 si lega al volto della ballerina di burlesque Dita Von Teese. Nel 2010 viene aperto un temporary club a Montmartre a Parigi, nel 2011 a Piccadilly Circus, Londra.

### Slogan
- Le marque mondiale (1923)
- Forte, con sapore (1989)
- Voulez-vous Cointreau avec moi? (1992)
- Be cointreauversial (2001)